# Moss Fotballklubb 2005
Questa voce raccoglie le informazioni riguardanti il Moss Fotballklubb nelle competizioni ufficiali della stagione 2005.

## Rosa
| N. |                     | Ruolo | Calciatore             |
| -- | ------------------- | ----- | ---------------------- |
| 1  | Norvegia (bandiera) | P     | Per Morten Kristiansen |
| 2  | Norvegia (bandiera) | C     | Alexander Forsberg     |
| 3  | Norvegia (bandiera) | D     | Vidar Martinsen        |
| 4  | Kenya (bandiera)    | D     | John Machethe Muiruri  |
| 4  | Norvegia (bandiera) | C     | Joachim Walltin        |
| 5  | Norvegia (bandiera) | D     | Tom Reidar Haraldsen   |
| 7  | Norvegia (bandiera) | C     | Gard Kristiansen       |
| 8  | Norvegia (bandiera) | D     | Jon Eirik Ødegaard     |
| 9  | Norvegia (bandiera) | C     | Amin Askar             |
| 10 | Norvegia (bandiera) | A     | Christian Michelsen    |
| 11 | Norvegia (bandiera) | A     | Knut Hovel Heiaas      |
| 12 | Norvegia (bandiera) | P     | Joacim Heier           |

| N. |                     | Ruolo | Calciatore            |
| -- | ------------------- | ----- | --------------------- |
| 14 | Norvegia (bandiera) | C     | Jon André Fredriksen  |
| 15 | Norvegia (bandiera) | D     | Anders Østli          |
| 16 | Norvegia (bandiera) | A     | Jonas Krogstad        |
| 17 | Norvegia (bandiera) | C     | Steffen Lilleng       |
| 18 | Norvegia (bandiera) | D     | Tommy Edvardsen       |
| 19 | Norvegia (bandiera) | A     | Steffen Nystrøm       |
| 20 | Norvegia (bandiera) | D     | Halvard Simonsen      |
| 21 | Norvegia (bandiera) | D     | Anders Juliussen      |
| 22 | Norvegia (bandiera) | C     | Tor Erik Moen         |
| 23 | Norvegia (bandiera) | C     | Lars Herbert Nordgård |
| 24 | Norvegia (bandiera) | D     | Terje Tangen          |